# Franz Xaver Dorsch
Franz Xaver Dorsch, född den 24 december 1899 i Illertissen, död den 8 november 1986 i München, var en tysk byggnadsingenjör. Han var bland annat involverad i utvecklandet av fortifikationsprojekten Siegfriedlinjen och Atlantvallen. År 1944–1945 var Dorsch chef för bygg- och ingenjörsorganisationen Organisation Todt (OT).